# Plai Phraya
Plai Phraya (em tailandês: อำเภอปลายพระยา) é um distrito da província de Krabi, no sul da Tailândia. É um dos 8 distritos que compõem a província. Sua população, de acordo com dados de 2012, era de 37 745 habitantes, e sua área territorial é de 433,4 km².
O distrito foi criado em 12 de abril de 1977.